# Gone (canción de 'N Sync)
«Gone» es una canción grabada e interpretada por la boy band estadounidense
NSYNC incluida en el tercer y último álbum de estudio titulado Celebrity (2001), Fue publicado por la compañía discográfica Jive Records el 13 de agosto de 2001. El sencillo debutó en el Tour Pop Odyssey World, durante el verano de 2001. El comercial del lanzamiento del sencillo no ocurrió hasta verano de 2001.
El grupo también grabó una versión en español del tema.

## Listado
Sencillo Reino Unido
1. «Gone» [Radio Versión] - 4:22
2. «Gone» [Álbum Versión] - 4:53
3. «Gone» [In Da House Mix] - 5:13
4. «Gone» [No Introduction] - 3:59

Sencillo Europa
1. «Gone» [Radio Versión] - 4:22
2. «I'll Be Good For You» - 3:56
3. «Pop» [Pablo La Rosa's Funktified Mix] - 5:38

## Vídeo musical
Fue dirigido por Herb Ritts y filmado en julio de 2001, pero fue no lanzado hasta mediados de octubre por los ataques terroristas del 9/11. El video es en blanco y negro. El vídeo es una mezcla del vídeo de la novia de Justin Timberlake, filmado en un apartamento. El vídeo muestra recuerdos del cumpleaños de su novia, y partes en su apartamento dónde hay momentos emocionantes. El vídeo fue un hit, haciendo a 'N Sync número 1 en TRL y MuchMusic. El vídeo debutó en TRL el 27 de septiembre de 2001. Fue nominado por vídeo del año en 2002 en Video Music Awards, pero perdió contra "Without Me" por Eminem. MadTV le hizo burla el 24 de noviembre de 2001 con "John", tratando de encontrar el inodoro después de comer muchos tacos.

## Posicionamiento
| Listas (2001/2002)     | Posición |
| ---------------------- | -------- |
| Canadian Singles Chart | 28       |
| Japan Singles Chart    | 21       |
| Swedish Singles Chart  | 43       |
| Swiss Singles Chart    | 85       |
| UK Singles Chart       | 24       |
| U.S. Billboard Hot 100 | 11       |